# HMS Bulwark (R08)
El HMS Bulwark (R08) fue un portaaviones ligero de la clase Centaur en servicio con la Royal Navy en dos períodos, el primero desde 1954 hasta 1976; y el segundo desde 1979 hasta 1981.

## Construcción
Fue construido por Harland and Wolff en Belfast, Irlanda del Norte. Fue iniciada la obra el 10 de mayo de 1945 con la puesta de quilla. La botadura fue el 22 de junio de 1948 y entró en servicio el 4 de noviembre de 1954.

## Historia de servicio
En 1956 condujo operaciones aéreas en el mar Mediterráneo durante la crisis del canal del Suez (Operación Musketeer). Posteriormente, en 1958 fue convertido en commando carrier. Realizó operaciones en Extremo Oriente junto a uno de su gemelo HMS Albion. Pasó a retiro en 1976. En este período, la Marina de Guerra del Perú mostró interés en adquirir al buque para su flota pero la Royal Navy lo devolvió al servicio en 1979 para operaciones antisubmarinas. Sin embargo, en 1980 sufrió averías producto de un incendio y pasó al retiro definitivo al año siguiente. Fue desguazado.